# Balaka tahitensis
Balaka tahitensis är en enhjärtbladig växtart som först beskrevs av Hermann Wendland, och fick sitt nu gällande namn av Odoardo Beccari. Balaka tahitensis ingår i släktet Balaka och familjen Arecaceae.
Artens utbredningsområde är Samoa. Inga underarter finns listade i Catalogue of Life.